# Virginia Henderson
Virginia Henderson (Kansas, 30 de noviembre de 1897 – Branford, 19 de marzo de 1996), fue una enfermera teorizadora que incorporó los principios fisiológicos y psicológicos a su concepto personal de enfermería.

## Biografía
Virginia Avenel Henderson nació el 30 de noviembre de 1897 en Kansas City￼ y falleció el 19 de marzo de 1996 a la edad de 98 años.  Desarrolló su interés por enfermería a partir de la Primera Guerra Mundial. Es ahí donde se destacó por asistir a sus semejantes. Estudió en Washington  D.C... En 1918 a la edad de 21 años, inició sus estudios de enfermería en la Escuela de Enfermería del ejército. Se graduó en 1921 y trabajó en el Henry Street Visiting Nurse Service de Nueva York como enfermera visitadora. Interesada en la docencia e investigación profesional, realizó un máster y luego la especialización. Recibió nueve títulos doctorales honoríficos y en 1985 el primer Premio Christiane Reimann.

## Sobre la teoría de Virginia Henderson
En 1955 revisó un libro de enfermería escrito por Bertha Harmer que había definido la enfermería en 1922 diciendo que la enfermería estaba para ayudar a la humanidad. En este año Virginia Henderson formuló una definición propia de la Enfermería. Esta definición fue un punto de partida esencial para que surgiera la enfermería como una disciplina separada de la medicina. Es decir trabajó en definir la profesión y en lo que eran los cuidados de enfermería.

### Función propia de la enfermería
Para ella la enfermería es: “Ayudar al individuo sano o enfermo en la realización de actividades que contribuyan a su salud y su bienestar, recuperación o a lograr una muerte digna. Actividades que realizaría por sí mismo si tuviera la fuerza, voluntad y conocimientos necesarios. Para lograr su independencia a la mayor brevedad posible”. 

### Tendencia y modelo
Para Henderson, la enfermería es una profesión independiente cuya función principal es ayudar, pero esa labor no la hace en solitario sino formando parte del equipo sanitario. Es una profesión que necesita y posee conocimientos biológicos y en ciencias sociales. El enfermero también sabe hacer frente a las nuevas necesidades de salud pública y sabe evaluar las necesidades humanas.

### Método de aplicación del modelo
- Valoración: se determina el grado de dependencia-independencia en la satisfacción de las 14 necesidades; las causas de dificultad en su satisfacción; las interrelaciones de unas necesidades con otras; la definición de los problemas y su relación con las causas de dificultad identificadas.

- Ejecución: Se formulan los objetivos de independencia sobre la base de las fuentes de dificultades identificadas, en la elección del modo de intervención (ayuda-suplencia) y en la determinación de las actividades a realizar. Esos criterios guiarán la puesta en marcha del plan de cuidados en la intervención.

- Evaluación: Se comparan los criterios de niveles de independencia que se establecieron en el plan de cuidados con el grado de independencia conseguido.

### Distintos elementos del metaparadigma de enfermería
- Salud: definida a partir de la capacidad del individuo de realizar por sí solo y sin ayuda las 14 necesidades básicas; la salud es el máximo grado de independencia, teniendo la mejor calidad de vida de los animales que la integran manteniendo relaciones sexuales entre sí. La salud por lo tanto es una calidad y cualidad de vida necesaria para el funcionamiento del ser humano ya sea a nivel biológico (satisfacciones) y a nivel fisiológico (emocional). La salud es la independencia.

- Entorno: todas las condiciones externas que influían en el equilibrio y buen funcionamiento del ser humano. Es el lugar donde la persona aprende su patrón vital.

- Persona: hace dos definiciones:

1. Es un ser biopsicosocial, es decir, la persona además de una estructura biológica, posee una psicológica y también se relaciona; y esto es lo que define a la persona como ser integral.
2. El paciente es el ser biopsicosocial al que se le ayuda para que logre su independencia; la mente y el cuerpo son inseparables; el paciente y la familia forman una unidad.

- Enfermería: Es la asistencia temporal a una persona que carece de la capacidad, fortaleza o conocimientos para realizar alguna de las 14 necesidades básicas, hasta que esa persona pueda volver a realizarlas de manera independiente. Los cuidados de enfermería irían dirigidos a recuperar esa independencia.

### Necesidades humanas básicas
Revolucionó el mundo de la enfermería redefiniendo el concepto de la misma y catalogando las 14 necesidades básicas, con las cuales hoy en día aún se trabaja, tratando de cubrir completamente las necesidades del paciente en el modo en que sea posible; necesidades que serían comunes a toda persona, enferma o sana. Las primeras nueve necesidades se refieren al plano fisiológico. La décima y decimocuarta son aspectos psicológicos de la comunicación y el aprendizaje. La undécima necesidad está en el plano moral y espiritual. Finalmente las necesidades duodécima y decimotercera están orientadas sociológicamente al plano ocupacional y recreativo. 
Para Henderson es básica y fundamental la independencia del paciente en la medida de lo posible, y orienta sus cuidados a que este la consiga del modo más rápido posible. El paciente, según Virginia tiene que ser ayudado en las funciones que él mismo realizaría si tuviera fuerza, voluntad y conocimientos.
Necesidades básicas
1. Respiración y circulación.
2. Nutrición e hidratación.
3. Eliminación de los productos de desecho del organismo.
4. Moverse y mantener una postura adecuada.
5. Sueño y descanso.
6. Vestirse y desvestirse. Usar prendas de vestir adecuadas.
7. Termorregulación. Ser capaz de mantener el calor corporal modificando las prendas de vestir y el entorno.
8. Mantenimiento de la higiene personal y protección de la piel.
9. Evitar los peligros del entorno y evitar dañar a los demás (Seguridad).
10. Comunicarse con otras personas siendo capaz de expresar emociones, necesidades, miedos u opiniones.
11. Creencias y valores personales.
12. Trabajar y sentirse realizado.
13. Participar en actividades recreativas
14. Aprender, descubrir y satisfacer la curiosidad.

Definición de la función de enfermería:
“Asistir al individuo, sano o enfermo, en la realización de aquellas actividades que contribuyen a la salud o a su recuperación (o a una muerte serena), actividades que realizaría por él mismo si tuviera la fuerza, conocimiento o voluntad necesaria. Todo esto de manera que le ayude a ganar independencia de la forma más rápida posible”.
Relación con el paciente en el proceso de cuidar:
1. Nivel sustitución: El enfermero sustituye totalmente al paciente.
2. Nivel de ayuda: El enfermero lleva a cabo sólo aquellas acciones que el paciente no puede realizar.
3. Nivel de acompañamiento: El enfermero permanece al lado del paciente desempeñando tareas de asesoramiento y reforzando el potencial de independencia del sujeto y como consecuencia su capacidad de autonomía.
Relación del enfermero con el equipo de salud:
Será una relación de respeto y nunca de subordinación, puede ocurrir la solapación de las funciones de todos ellos.
Equipo de atención incluye al paciente y su familia:
Ambos participan en el proceso de cuidar modificando su participación en función de las condiciones que se den en cada momento concreto. Siempre se tratará de que ambos alcancen el máximo nivel de independencia en el menor tiempo posible.
Que fue llamado como "Las 14 Necesidades" para la recuperación del paciente

## Títuloshonoris causa
- Universidad Católica de América.
- Universidad Pace.
- Universidad de Rochester.
- Universidad de Ontario Occidental.
- Universidad Yale.
- Universidad de Old Dominion.
- Boston College.
- Universidad Thomas Jefferson.
- Universidad Emery.
- Universidad de Barcelona.

## Libros publicados
- The Nature of Nursing (1966).
- The Principles of Nursing (1955, revisó la sexta edición).